# 齊光乂
齊光乂（?—?），原名是光乂，曾被文獻誤以為齐光义以及是光又，唐朝官員。
是光乂是开元年間的郴州博士。开元二十二年（734年）一月，當時擔任秘书省正字的是光乂把《十九部书语类》這本書交給朝廷，唐玄宗於是任命是光乂為集贤院修撰。天寶五載（746年）擔任宣城郡司馬，參與編輯《刪定禮記月令表》。天寶年間皇帝又赐其姓齊，於是是光乂改為齊光乂。此時是光乂正擔任秘書少監。天寶末年又擔任宣城郡長史。乾元初年擔任集贤院学士。齊光乂與李白有交情。他的作品有《安陵縣石記》，作於開元十五年（727年）；《陈公神庙碑》一文，作於乾元三年（760年）二月。齊光乂創作的一首詩被《全唐詩補編·續拾》收錄。